# Saint-Gély-du-Fesc
 Saint-Gély-du-Fesc  (en occitano Sant Geli dau Fesc) es una población y comuna francesa, situada en la región de Languedoc-Rosellón, departamento de Hérault, en el distrito de Montpellier y cantón de Les Matelles. Está hermanado con el pueblo de España Gines.

## Demografía
| 528 | 907 | 2055 | 3714 | 5936 | 7625 |
| Para los censos de 1962 a 1999 la población legal corresponde a la población sin duplicidades (Fuente: INSEE [Consultar]) |     |      |      |      |      |